# Catedral de Cristo Rey (Johannesburgo)
La Catedral de Cristo Rey (en inglés: Cathedral of Christ The King) es un edificio religioso que pertenece a la Iglesia Católica y se que localiza en la ciudad de Johannesburgo en Sudáfrica. Es la sede de la Arquidiócesis de Johannesburgo.
La catedral fue construida en 1958 en Berea. Los planes para construir la Catedral fueron concebidos por David O'Leary en 1937. O'Leary fue el primer obispo sudafricano nacido católico en Johannesburgo. O'Leary había propuesto originalmente que la catedral se construyera en un sitio cerca de la Calle Kerk pero esa tierra fue parcialmente vendida y el resto se convirtió en la Iglesia de la Calle Kerk. 
Los planes de la catedral quedaron en suspenso debido al estallido de la Segunda Guerra Mundial y O'Leary murió en 1950. En 1957 un sitio fue comprado en la Avenida Saratoga por el obispo WPWhelan y los fondos fueron recolectados para poner la primera piedra en 1958. La Catedral de Cristo Rey fue diseñada por el arquitecto Brian Gregory de Belfast, Irlanda del Norte (Reino Unido). El trabajo de construcción fue supervisado por John P. Monahan y terminado en 1958 por los contratistas John Burrow (Pty) Ltd de Johannesburgo. La catedral fue consagrada e inaugurada en 1960. 

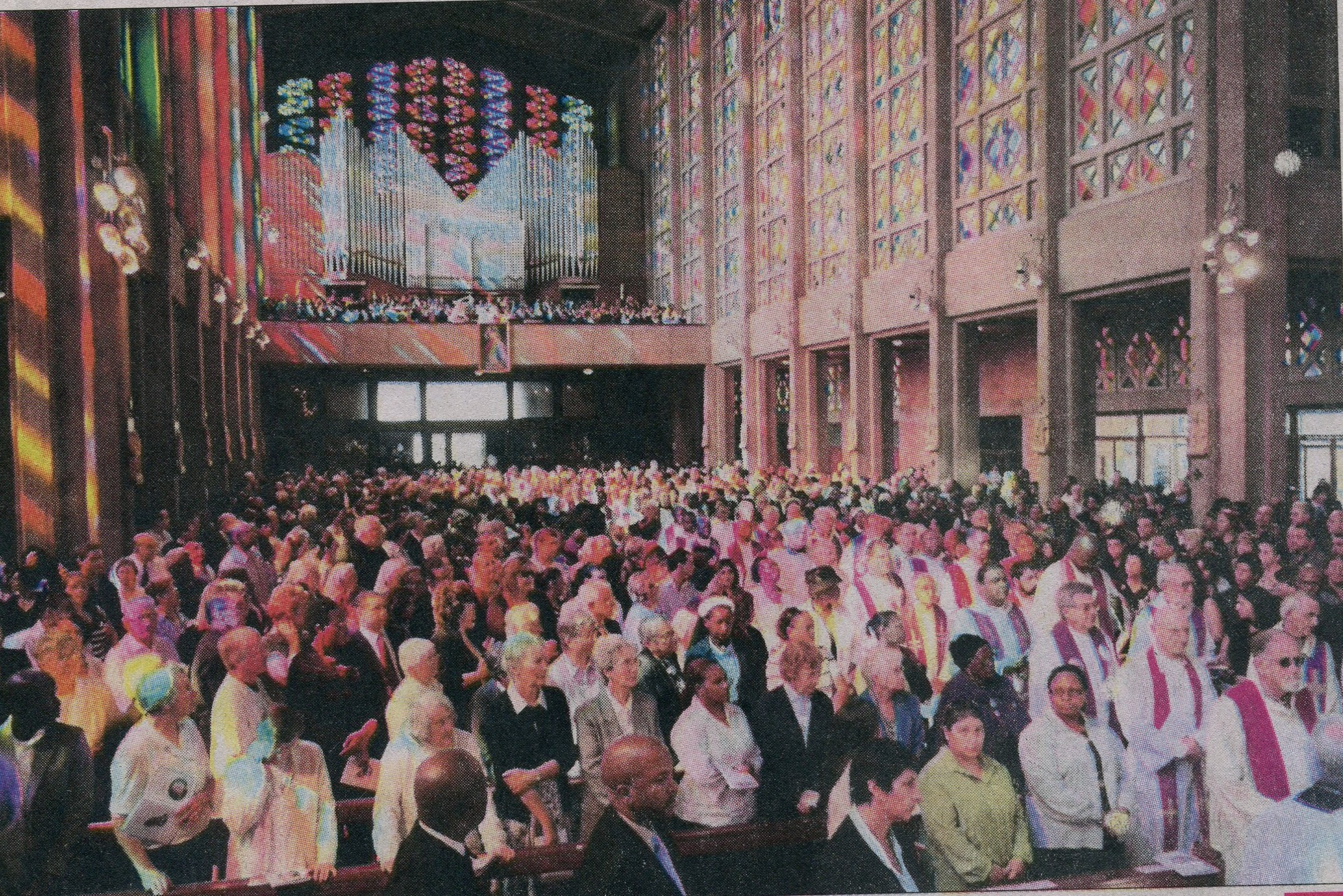
Vista interna